# Toledot Jeschu
Toledot Jeschu (hebr. תולדות ישו, Geschichte Jesu) ist eine vermutlich vor dem 8. Jahrhundert in Italien entstandene jüdische Sagensammlung über das Leben Jesu.
Der Name Jeschu ist eine Form von Jeschua, die im Talmud, in rabbinischen Schriften und im modernen Sprachgebrauch nur in Verbindung mit Jesus verwendet wird. Alle anderen Personen dieses Namens bezeichnet man als  Jeschua auf Aramäisch oder als Jehoschua auf Hebräisch.
Diese Literaturgattung ist sagen-, kultur- und geistesgeschichtlich von Interesse, ihr Inhalt aber ohne historischen Wert.
Diese Schrift entstand im spätantiken Judentum. Ähnliche Inhalte finden sich bereits um 178 in einem den  christlichen Glauben kritisierenden Werk des heidnischen Philosophen Kelsos. Dieser stützte sich auf den Bericht eines Juden, der angeblich mit Jesus selbst Kontakt hatte. Viele Zitate daraus bringt Origenes in seiner Schrift Contra Celsum.
Erste Versionen – auf Aramäisch – tauchen ab ca. 750 auf. Zahlreiche Fassungen mit satirisch-polemischem Charakter im Stil unterhaltsamer Romane wurden dann seit dem Mittelalter als eine Art Untergrund-Literatur bekannt, in der Neuzeit auch jüdisch-deutsche Versionen.
Erste aramäische Fassungen, aber auch westliche Diasporatraditionen liegen diesen zugrunde. Maria wird als Verlobte Josefs durch einen römischen Soldaten namens Panthera (oder ähnlich) getäuscht bzw. verführt und empfängt so Jesus, der als Zauberer und Volksverführer auftritt, von Judas besiegt, dem Sanhedrin überantwortet, zum Tode verurteilt und anschließend gesteinigt wird. Die Jünger entwenden seinen Leichnam und behaupten, er sei auferstanden. Dazu tritt in manchen Fassungen eine Petrus-Legende.
Die bekannteste Version war die im Jahr 1681 publizierte von Johann Christoph Wagenseil.